# Club Atlético Tembetary
El Club Atlético Tembetary és un club de futbol de la ciutat de Villa Elisa, Paraguai.
Va ser fundat l'any 1912 a la ciutat d'Asunción. Fou anomenat Bermejo Football Club fins 1920, quan fou canviat a Club Atlético Tembetary. Tembetary destaca per ser un club formador de jugadors importants, com ara Nelson Cuevas and Nelson Haedo Valdez, l'argentí Fabián Caballero i el marroquí Mourad Hdiouad.

## Futbolistes destacats
Llistat de futbolistes que, o han jugat un mínim de 125 partits per al club, o han establert algun rècord per al club, o han estat internacionals amb alguna selecció, o han jugat a primera divisió en algun altre país o han jugat competicions internacionals:
1990's
- Fabian Caballero (1997, 1999)
- Nelson Cuevas (1997–1998)
- Nelson Haedo Valdez (1998–2001)
- Mourad Hdiouad (1998)

2000's
- Celso Guerrero (2000)[6]
- Osvaldo Mendoza (2004)[7]
- Nery Cardozo (2005-2007)
- Luciano Vazquez {2006)[8]

## Palmarès
- Lliga paraguaiana de segona divisió:
  - 1959, 1976, 1983, 1988, 1995
- Lliga paraguaiana de tercera divisió:
  - 1955, 1992, 2023